# AdventureQuest Worlds
AdventureQuest Worlds (también conocido como AQ Worlds o simplemente AQW) es un juego multijugador masivo de rol en línea de navegador lanzado por Artix Entertainment en octubre de 2008. A diferencia de otros MMORPG, AdventureQuest Worlds se desarrolla íntegramente en Adobe Flash. Actualmente cuenta con 30 millones de usuarios registrados, pasando los 6 millones en mayo de 2009 y los 9 millones dos meses más tarde.

## Argumento

### Prólogo
El señor del ejército del Shadowscythe (la facción del "mal" en AQW), Sepulchure, ha decidido atacar la ciudad de Swordhaven (sede de la facción del "bien") para ir a matar personalmente al Rey Alteon, ya que él piensa que se trata del Campeón de la Luz, que es la personificación de la pureza y el bien, por lo que acabar con él supondría una era de oscuridad indefinida.
El jugador va abriéndose paso entre zonas que le sirven a modo de tutorial hasta llegar al castillo al mismo tiempo en el que Sepulchure alcanza la sala del trono. En ese momento, el rey y Sepulchure comienzan un duelo a muerte.
En el instante en el que el héroe llega a la sala del trono, una figura alada atraviesa las paredes de la habitación. El Rey y Sepulchure lo reconocen, ya que se trata del príncipe Drakath, hijo del anterior rey de Swordhaven que fue asesinado por Alteon.
En un acto de venganza, deja al rey Alteon fuera de combate y lo infecta con la cao-rrupción (chaorruption, que a su vez viene de chaos corruption) y mata a Sepulchure extrayendo y destruyendo su alma.
Desde los exteriores, Gravelyn, la hija de Sepulchure que estaba en una fortaleza voladora del Shadowscythe, observaba el desenlace del combate. Tras presenciar la muerte de su padre, Gravelyn estalla en ira, pero Drakath derriba la fortaleza con su magia, derribandola cerca de las montañas.

### Saga de los 13 Señores del Caos
Drakath ordena a sus señores del caos dar rienda suelta a su plan. El jugador tiene que derrotar a los señores uno por uno. Pronto se descubre que Drakath planea activar un portal cuyas runas se encienden cada vez que se invoca a una Bestia del Caos (compañeras principales del señor del caos correspondiente) con el fin de liberar a su ama, la Reina de los Monstruos. Finalmente se revela que el héroe es la reencarnación del dragón del tiempo, que es la deidad principal de AQW y el décimo tercer señor del caos.
Escherion : Es un mago capaz de invertir todo a su alrededor, desde edificios hasta intenciones. Es enviado por Drakath a la ciudad de Mobius para someter a sus aldeanos y obtener el cubo de rúnix, una reliquia que permite despertar a la primera de las bestias, la Hidra.
The Twins (Las Gemelas): Las Gemelas son los espíritus del mal y el bien (Xing y Xang respectivamente, parodiando al ying-yang) en el mundo de Lore. Aparecen cada vez que un rey o alguien con renombre debe tomar una decisión moral, y Drakath las atrae debido a esta manera de funcionar. Xing se ofrece para ayudar a Drakath, pero Xang le rechaza. Entonces el campeón decide ir al Mundo espejo, en el que la realidad está invertida, y sustituir a la Xang original por la inversa (que es el espíritu del mal), consiguiendo así su objetivo. A pesar de ser las segundas, su saga fue la penúltima en aparecer. Su bestia del caos es la Harpía caótica, bestia destinada a causar destrozos en el Mundo espejo. Tienen la capacidad de fusionarse en Xiang, una forma en la que duplican sus capacidades pero por la tienen constantes dilemas morales, por lo que no suelen usarla.
Vath: Vath era el rey de los elfos, que incluso antes de caorromperse era un líder despiadado. Cuando Drakath le ofrece la oportunidad de aliarse con él, no duda en aceptar y gracias a su nuevos poderes acaba unificando y corrompiendo su reino entero. Tras esto, Drakath le hace dos regalos como símbolos de su alianza: La Hoja de control de dragones y un amuleto del dragón. Estos objetos son los que le permiten someter al gran dragón Stalagbite y atacar el reino de los enanos y esclavizarlos para que le ayuden a la búsqueda de la bestia del caos Rock Roc, un gigantesco pájaro de piedra.

### La reina de los monstruos: La saga de los males antiguos
Ahora que la reina de los monstruos ha sido liberada, ella planea elevar a cada uno de los ocho titanes elementales que se encuentran dispersos en todo el destrozado continente de Drakonus. Los Titanes elementales fueron creados por los avatares elementales para representarlos. Como no todos los titanes elementales cumplían con sus papeles, los avatares elementales decidieron poner a los titanes a dormir en diferentes partes del continente. La reina de los monstruos planea usar a sus subordinados para despertar a los ocho titanes elementales y de esta forma iniciar una nueva era.

### Saga del Trono de la Oscuridad
En esta saga, una misteriosa figura reúne a varios villanos introducidos por esta saga: Vaden, el caballero de la Muerte, Xeven/Xeight, Ziri, El señor de la guerra Pax, el faraón Sekt, y la reina Scarletta Tyrall en una fortaleza donde cada uno se dedica a relatar sobre sus encuentros con el héroe a modo de historia interactiva donde el jugador toma el control.

## Modo de juego
Los jugadores deben elegir entre cuatro clases iniciales (warrior, rogue, mage, o healer), cada uno con diferentes puntos fuertes y débiles. Subir de nivel permite a los personajes aprender nuevas habilidades y aumentar su poder. Los jugadores tienen cinco habilidades diferentes, estas varían de acuerdo a la clase inicial; la habilidad común de todas las clases es la capacidad de "auto-attack". Las habilidades individuales, son consideradas capacidades "pasivas", pueden ser desbloqueadas después de que el personaje alcanza un cierto rango. Los jugadores comienzan en el rango 1 y se puede subir de rango con puntos de clase que se obtienen derrotando enemigos; la cantidad de puntos puede depender del nivel de estrellas y de dificultad (1-5) del enemigo. Los jugadores ganan oro y experiencia cuando derrotan a los enemigos. Los jugadores también pueden obtener otras clases comprándolas, estas se pueden comprar con Adventure Coins (Ac's) u oro, algunas clases requieren un cierto rango de reputación, estos rangos se pueden aumentar cumpliendo misiones en un lugar determinado.

## Eventos
AdventureQuest Worlds hace eventos en ocasiones especiales. Un nuevo evento se añade al juego cada dos viernes. Algunos eventos ocurren solo una vez, mientras que otros son "eventos de temporada" que aparecen una vez cada año. A menudo, los usuarios que participan en estos eventos pueden adquirir artículos específicos de eventos que no están disponibles en ningún otro momento en el juego. Hay un aniversario que se celebra el 10 de octubre de cada año, durante el evento los jugadores pueden participar en los eventos con temas de cumpleaños y tienen acceso al Underground Lab. Algunos eventos incluyen eventos en vivo con estrellas invitadas como Voltaire, One-Eyed Doll, George Lowe, Paul and Storm, Jonathan Coulton, el elenco de Ctrl+Alt+Del, Ayi Jihu, ArcAttack, They Might Be Giants, Andrew Huang, Mia J. Park, The Crüxshadows, y Michael Sinterniklaas como la voz de Deady.

## Reputaciones
Los puntos de reputación se adquieren completando misiones, algunas dan clases al llegar a cierto nivel de reputación, las reputaciones van del rango 1 al 10, estas son las reputaciones conocidas:
- DoomWood
- Ravenloss
- Arcangrove
- Alchemy
- Blacksmith
- Blade of Awe
- ChronoSpan
- Dwarfhold
- Loremaster
- Elemental master
- Etherstorm
- Evil
- Good
- Fishing
- Horc
- Troll
- Lycan
- Vampire
- Mythsong
- Necro Crypt
- Pet Tamer
- Sandsea
- SpellCrafting
- Skyguard
- SwordHaven
- ThunderForge
- Treasure Hunter
- Yokai
- Chaos

## Creación
https://www.aq.com/landing/?refid=66621425
- Datos: Q3283318